# Ljubačevo
Ljubačevo är ett samhälle i Bosnien och Hercegovina.   Det ligger i entiteten Republika Srpska, i den centrala delen av landet, 130 km nordväst om huvudstaden Sarajevo. Ljubačevo ligger 457 meter över havet och antalet invånare är 500.
Terrängen runt Ljubačevo är kuperad.Runt Ljubačevo är det ganska tätbefolkat, med 67 invånare per kvadratkilometer.. Närmaste större samhälle är Banja Luka, 12,7 km norr om Ljubačevo.
Omgivningarna runt Ljubačevo är en mosaik av jordbruksmark och naturlig växtlighet.